# Invasiones inglesas
Las invasiones inglesas fueron dos expediciones militares fracasadas —aunque ambas formaron parte de una misma empresa estratégica— que el Imperio británico emprendió contra el Imperio español en 1806 y 1807 en el Virreinato del Río de la Plata, con el objetivo de apoderarse del tesoro del Virreinato —el cual no podía ser enviado a la península debido al bloqueo naval tras la  Batalla de Trafalgar— y anexar nuevos territorios, para de esa manera abrir el Puerto de Buenos Aires al comercio con el Imperio británico. Estas acciones ocurrieron en el contexto de la guerra angloespañola de 1804 a 1809, la undécima guerra entre España y el Reino Unido.
Ambos intentos fallidos de las invasiones inglesas significaron la incorporación de la región a las guerras napoleónicas tras la batalla de Trafalgar, un conflicto que enfrentó a las dos potencias dominantes de la época: el Reino Unido y Francia, aliado de España. En este contexto, la guerra en Europa otorgaba a los vastos territorios de Hispanoamérica un papel estratégico y económico crucial para el Reino Unido, que había perdido sus 13 colonias norteamericanas tras la declaración de independencia en julio de 1776. Por entonces, Inglaterra atravesaba la revolución industrial, pero la independencia de las colonias norteamericanas había reducido significativamente su mercado. 
Ante la subordinación de la administración de la Casa de Borbón de la Corona española al Imperio napoleónico, el Reino Unido decidió invadir el Virreinato del Río de la Plata. Este territorio, al igual que el resto de Hispanoamérica, carecía de una fuerza militar profesional para su defensa, salvo sus sistemas de milicias, lo que fue percibido como una presa fácil. Sin embargo, esta percepción llevó a subestimar la resistencia que podría ofrecer Buenos Aires, la capital del virreinato.

## Invasiones
Hubo dos invasiones inglesas al Río de la Plata, aunque técnicamente fueron parte de una misma expedición:
- La Primera invasión inglesa de 1806, en la que las tropas británicas ocuparon la ciudad de Buenos Aires, capital del Virreinato del Río de la Plata, y que fueron vencidas 46 días después por las tropas veteranas de Buenos Aires que habían sido enviadas a Montevideo, comandadas por Santiago de Liniers, más una división de caballería compuesta de voluntarios porteños y de los pueblos cercanos, dirigidos por Juan Martín de Pueyrredón, más cientos de civiles voluntarios de la ciudad organizados por el alcalde Martín de Álzaga, en el proceso conocido como La Reconquista.
- La Segunda invasión inglesa de 1807, en la que las tropas británicas, luego de tomar Montevideo intentaron ocupar Buenos Aires y fueron rechazadas por las fuerzas defensoras, que se componían de tropas regulares y de milicias urbanas, integradas por población que se había armado y organizado militarmente durante el curso de las invasiones, en el proceso conocido como La Defensa.

Quedó en evidencia la eficacia de las milicias del Imperio español para defender a sus territorios en el contexto de los conflictos internacionales de la época. Pero la participación de las milicias en la Reconquista primero y al año siguiente en la Defensa aumentaron el poder y la popularidad de los líderes criollos militares e incrementaron la influencia y el fervor de los grupos independentistas. Paralelamente, estos motivos convirtieron a las invasiones inglesas en uno de los catalizadores de la causa emancipadora en el Virreinato del Río de la Plata.

## Historia
Estos hechos se desarrollaron en el contexto de las disputas territoriales en América, entre el Reino Unido, el Imperio español, Portugal, Francia y más tarde los Estados Unidos, en un período que se extendió desde la fundación de Colonia del Sacramento en 1680, hasta el reconocimiento por parte del Reino Unido de la Independencia Argentina con la firma de un tratado de paz y comercio en 1825, luego de la declaración de la Doctrina Monroe. Estos tratados no evitarían nuevos intentos de expansión del colonialismo británico sobre el Cono Sur de América que se produjo con la Ocupación británica de las islas Malvinas en 1833.
Las operaciones en el Río de la Plata fueron parte de un ataque mayor a las colonias españolas en América del Sur. Se esperaba enviar una expedición a cargo de Robert Craufurd para tomar Valparaíso en la Capitanía General de Chile y a Francisco de Miranda se le había prometido el apoyo de tropas británicas en Venezuela. El plan propuesto por Miranda en 1783 consistía en que 4000 ingleses ocuparían Buenos Aires mientras otras unidades atacarían las costas chilenas y luego avanzarían sobre el Perú. Este plan lo volvió a proponer en 1790 y 1796 y fue adoptado por el gobierno inglés en 1804.

## Antecedentes
Los territorios españoles de la cuenca del Plata sufrieron, desde su conquista y colonización, el asedio constante de los indígenas y la amenaza permanente del proceso de expansión de los portugueses desde el Brasil que intentaron vanamente alcanzar las inmensas riquezas de plata y oro del Alto Perú por vía fluvial desde el océano Atlántico Sur, en un período dominado por la política económica mercantilista, en que la importancia de la tierra residía, mayoritariamente, en la existencia de minerales preciosos y en su posibilidad de explotación económica.
No fue hasta la fundación de Colonia del Sacramento, en 1680, que el Río de la Plata cobraría real importancia estratégica para la economía y la política internacionales.

Bandera del 1.º batallón del Regimiento n.º 71 Highlanders capturada durante la primera invasión inglesa en 1806 y exhibida al público como trofeo de guerra en el convento de Santo Domingo de la ciudad de Buenos Aires.

El Tratado de Utrecht, del 11 de abril de 1713, puso fin a la Guerra de Sucesión Española que se había desatado en 1702 tras la muerte del rey Carlos II, último representante de la dinastía Habsburgo o de Austria. La casa de Borbón, de origen francés, fue la sucesora de la Corona española, emprendiendo las denominadas reformas borbónicas.
La serie de acuerdos firmados entre las potencias europeas había otorgado a Inglaterra la concesión del envío de un barco anual al dominio español de las Indias, llamado el navío de permiso y el asiento de negros, monopolio de treinta años para el tráfico de esclavos negros con estos territorios. La reina Ana transfirió estas concesiones a la Compañía del Mar del Sur (en inglés, The South Sea Company) por 7 500 000 libras para financiar la deuda que había dejado la guerra. La especulación económica que se generó alrededor del comercio con las colonias españolas en Sudamérica hizo que los títulos de la empresa se multiplicaran por nueve en el primer semestre de 1720. Esta burbuja económica, conocida como la burbuja de los mares del Sur, fue una de las crisis bursátiles más devastadoras de la historia del capitalismo.
Esta institución estableció uno de sus mercados más importantes en la barranca del Retiro, en Buenos Aires. Los buques que transportaban esclavos hacia el Plata permitían el intercambio ilegal de manufacturas por los productos primarios de la región: cuero, tasajo y sebo.
La primera expedición militar británica que llegó a la región lo hizo en el marco de la Guerra de los Siete Años. En enero de 1762 España se involucró definitivamente en este conflicto entrando en guerra con Inglaterra y Portugal. En octubre del mismo año, Pedro de Cevallos volvió a ocupar Colonia del Sacramento para España. Al año siguiente, en 1763, se produjo la fracasada Invasión anglo-portuguesa al Río de la Plata, cuya flota compuesta por diez barcos y más de mil hombres de Gran Bretaña y de Portugal fue vencida por las tropas de España al intentar retomar Colonia.

### El Virreinato del Río de la Plata
La fundación del Virreinato del Río de la Plata, en 1776, fue una medida de carácter estratégico militar con fuertes implicaciones económicas. Carlos III se vio presionado por el avance portugués sobre el Río de la Plata, las sucesivas expediciones británicas y francesas sobre las costas de la Patagonia y la necesidad de blanquear las operaciones ilegales en el puerto de Buenos Aires, alentadas por el monopolio comercial que el Virreinato del Perú, centro del poder español en América del Sur, otorgaba a su capital, Lima.
Mientras en toda América y Europa se esparcían las influyentes ideas relacionadas con la Independencia de los Estados Unidos, la Revolución francesa y las políticas liberales del gobierno del Reino Unido, España continuaba con su política tradicional en sus tierras. Dado que prácticamente carecía de factorías, era incapaz de absorber los productos procedentes del Nuevo Mundo, desfavoreciendo así al desarrollo económico de los virreinatos americanos. El principal interés estaba colocado sobre la extracción de metales preciosos, con los cuales la metrópoli financiaba sus guerras y alianzas. En cambio, Inglaterra transitaba el camino hacia la industrialización y, por tanto, crecía allí la demanda de productos primarios. Dadas las numerosas restricciones aduaneras que se imponían en los puertos sudamericanos y la inexistencia de actividad minera en la región del Plata, el contrabando se convirtió rápidamente en la base del comercio de una región cuya actividad económica principal era la ganadería.

Bandera del Reino Unido capturada durante la primera invasión inglesa en 1806 y exhibida al público como trofeo de guerra en el convento de Santo Domingo, de la ciudad de Buenos Aires.

La supresión del monopolio del tráfico de Indias en 1778, que había privilegiado hasta entonces a la Casa de Contratación de Indias de Sevilla y posteriormente Cádiz, por un lado intentó destruir por completo la plaza comercial portuguesa de Colonia del Sacramento, tras el resultado incierto de la ocupación española en el mismo año de su fundación. Por otro lado, si bien esta medida no logró contener el contrabando, fue un antecedente para el crecimiento económico de la capital virreinal: sólo entre 1800 y 1807, los ingresos del Cabildo se multiplicaron por catorce.
En 1797, por orden de Carlos IV, el virrey Antonio Olaguer Feliú autorizó el comercio con países neutrales debido a las dificultades en el intercambio con España a causa de las hostilidades crecientes en Europa y al importante dominio inglés de los mares. Esto ubicó al Río de la Plata en las rutas del comercio internacional, atrayendo numerosas naves estadounidenses e impulsando el aumento de la presencia británica en la economía porteña. De manera intermitente, el comercio con Gran Bretaña pasaba de la legalidad a la clandestinidad, de acuerdo a las relaciones cambiantes entre la península y aquella nación. Las autoridades virreinales en ocasiones fomentaron este tipo de actividad, en lugar de prevenirla, mediante funcionarios corruptos. Este comercio contribuyó al surgimiento de la élite de comerciantes porteños que pronto enviaron a sus hijos a estudiar a Europa, desde donde traerían las ideas revolucionarias.

### Las Guerras Napoleónicas

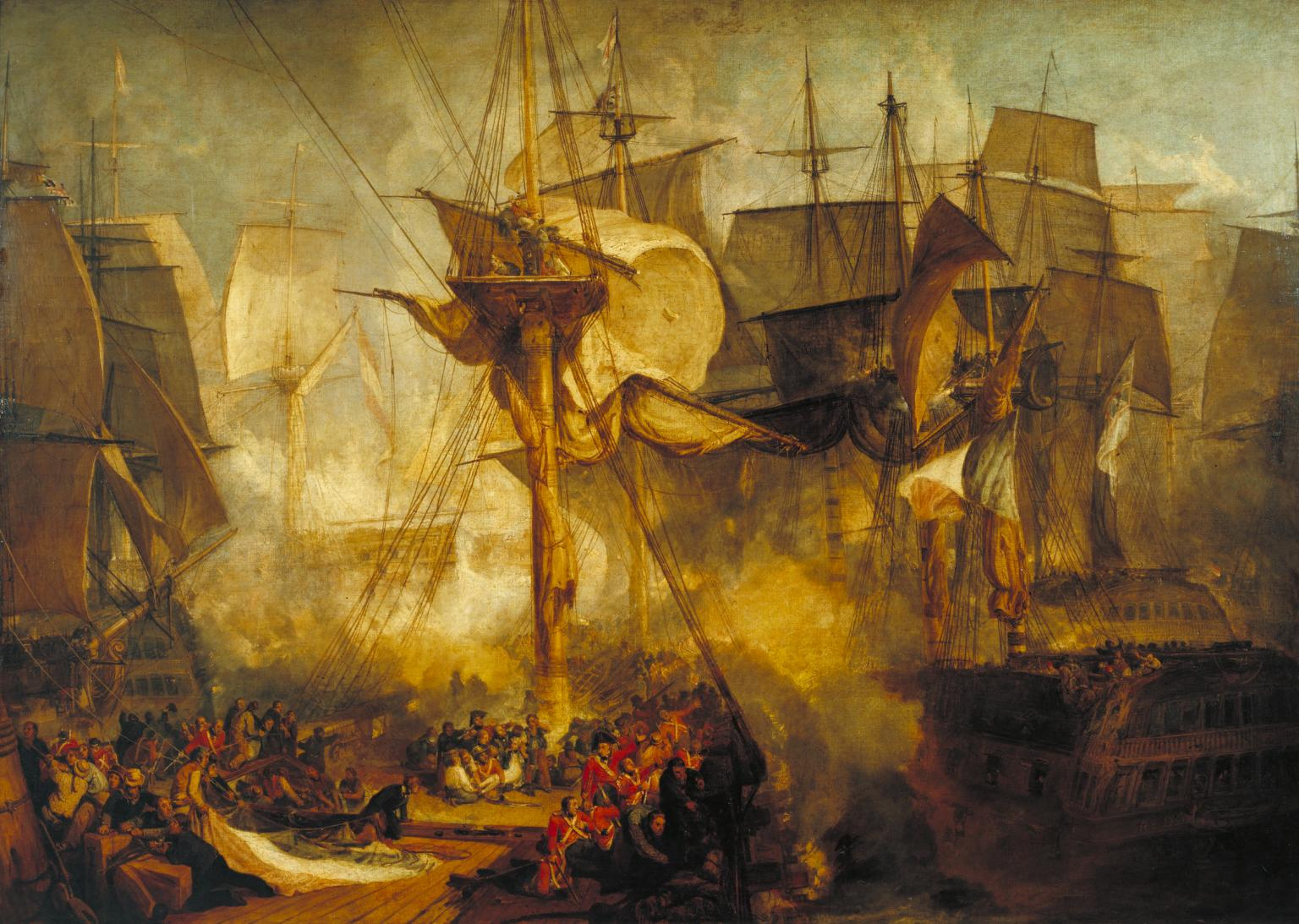
Batalla de Trafalgar, J. M. W. Turner (1806).

Las guerras napoleónicas no solo repercutieron en Europa sino que también tuvieron consecuencias en América y en la región del Plata. Desde los inicios de la Conquista de América, Inglaterra se había interesado en las riquezas de la región.
La Paz de Basilea, en 1795, puso fin a la guerra entre España y la Primera República francesa. En 1796, por el Tratado de San Ildefonso, España se alió con Francia, que estaba en guerra con Inglaterra, abriendo así la brecha que justificaría la actuación militar de Gran Bretaña, que buscaba obtener mayor influencia sobre las posesiones españolas.
La llegada al poder de Napoleón Bonaparte en 1799 y su proclamación como emperador de Francia en 1804 alteró las relaciones internacionales y renovó la alianza española con Francia. La presión de Napoleón sobre Carlos IV de España vio como fruto la restitución de Manuel de Godoy en el poder, quien declaró en 1802 la guerra al reino de Portugal, principal aliado del Reino Unido en el continente.
La batalla de Trafalgar, en 1805, puso de manifiesto el fin de tres siglos de supremacía naval española a través de su armada, lugar que pasó a ocupar la flota británica. Asimismo, este resultado minó la capacidad de España para defender y mantener su imperio.

### El bloqueo continental napoleónico
A comienzos del siglo XIX, el Reino Unido se encontraba en plena revolución industrial, lo que la convertía en la economía más productiva de toda Europa, posicionándose con fuerza como exportadora de productos manufacturados. Poco menos de la mitad de estos productos tenían como destino el mercado europeo continental. Tras el rotundo fracaso militar que significó para Francia y España la batalla de Trafalgar, el 21 de octubre de 1805, Napoleón Bonaparte optó por la estrategia de la guerra económica contra Inglaterra y sus aliados.
En noviembre de 1806, poco después de que Francia conquistara o se aliara con cada una de las potencias del continente, desde la península ibérica hasta Rusia, Napoleón promulgó el Decreto de Berlín, prohibiendo a sus aliados y a los países conquistados cualquier tipo de relación comercial con Gran Bretaña. Esta medida volvió a alentar las necesidades del Reino Unido de consolidar y asegurar sus intereses en el Nuevo Mundo.

### Política británica relacionada con Sudamérica

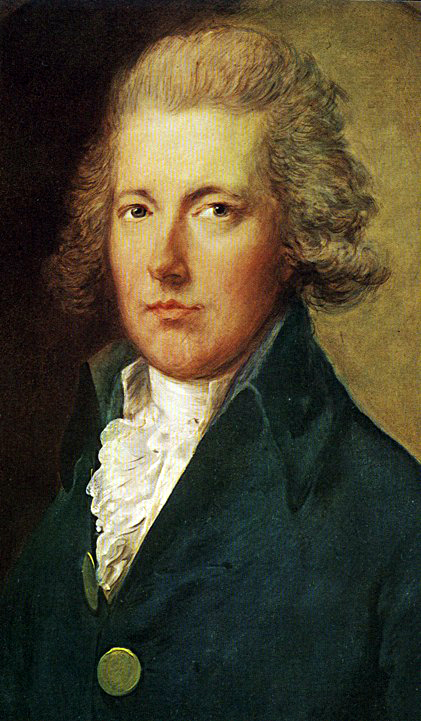
William Pitt, primer ministro del Reino Unido.

En 1711, el gobernador de las islas Bermudas, John Pullen, envió una carta al ministro Robert Harley, conde de Oxford, diciéndole que «el Río de la Plata es el mejor lugar del mundo para formar una colonia inglesa». A partir de entonces, una serie de planes de ocupar Buenos Aires y otras ciudades sudamericanas fueron propuestos, pero se vieron frustrados por diversas circunstancias.
La guerra del Asiento fue un conflicto bélico que duró de 1739 a 1748, en el que se enfrentaron las flotas y tropas del Reino de Gran Bretaña y del Reino de España principalmente en el área del Caribe.
A partir de 1742 la contienda se transformó en un episodio de la guerra de Sucesión Austriaca, cuyo resultado en el teatro americano finalizaría con la derrota inglesa y el retorno al statu quo previo a la guerra. La acción más significativa de la guerra fue el Sitio de Cartagena de Indias de 1741, en el que fue derrotada una flota británica de 195 naves y en torno a 30 000 hombres a manos de una guarnición española compuesta por unos 3000 hombres y 6 navíos de línea.
El fin de la Guerra de Independencia de los Estados Unidos, en 1783, tuvo un gran impacto en Gran Bretaña. En ese mismo año, William Pitt el Joven asumió como primer ministro del Reino Unido. Bajo su administración, que coincidió con los inicios de la revolución industrial, Pitt apuntó a la consolidación del comercio exterior y en lugar de buscar nuevas colonias procuró abrir nuevos mercados. Esta política se veía severamente perjudicada por las trabas que imponía España y las alianzas cambiantes entre las potencias europeas. Por lo tanto, la independencia de las colonias españolas en América pasó a ser un tema central de la administración de Pitt.
En 1789 la guerra entre Gran Bretaña y España parecía inminente tras el incidente del Territorio de Nutca. El revolucionario venezolano Francisco de Miranda aprovechó la ocasión para presentarse ante Pitt con su propuesta para liberar la América hispana. Miranda soñaba con emancipar los territorios del Nuevo Mundo bajo dominio portugués y español y convertirlos en un gran imperio independiente gobernado por un descendiente de la Casa de los Incas. El plan presentado en Londres solicitaba la asistencia del Reino Unido y los Estados Unidos para ocupar militarmente las principales ciudades sudamericanas, asegurando que el pueblo recibiría a los británicos cordialmente y que se apresurarían a organizar gobiernos soberanos. A cambio de esta ayuda, el Reino Unido obtendría los beneficios del intercambio comercial sin restricciones y el usufructo del istmo de Panamá, con el fin de construir un canal para el paso de navíos. Pitt aceptó la propuesta y comenzó a organizar la expedición.

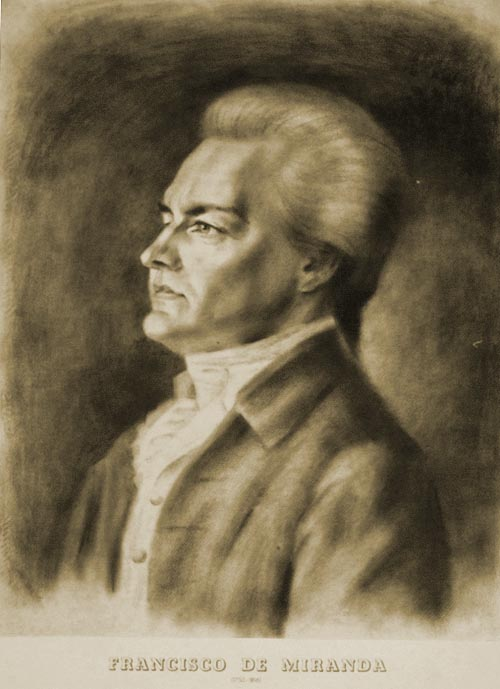
Francisco de Miranda, revolucionario venezolano.

La Convención de Nutca en 1790 puso fin a las hostilidades, con lo cual la misión fue cancelada. Según los términos de este tratado, el Reino Unido reconocía la soberanía hispana en los archipiélagos del Atlántico Sur próximos al continente americano a cambio de asentarse en la isla de Quadra y Vancouver. Así, los colonos británicos que se habían establecido hacía unos años en las islas Malvinas abandonaron el archipiélago.
En 1796 el gabinete de Pitt elaboró un nuevo plan de intervención en Sudamérica en respuesta a la decisión de España de aliarse a Francia. Pero la pérdida de Rusia y de Austria como aliados puso a Gran Bretaña en una situación más comprometida frente a los inminentes ataques de las flotas navales francesa, española y holandesa, por lo que el proyecto tuvo que ser nuevamente abandonado.
El 5 de octubre de 1804, cuatro buques británicos interceptaron en las proximidades de Cádiz a una flota española de cuatro fragatas cargadas con oro y plata del Alto Perú. El botín, evaluado en unos dos millones de libras, fue enviado a Londres. En este contexto, Pitt dio a conocer el plan de Miranda al comodoro Home Riggs Popham, quien se convertiría en un entusiasta del asunto de Sudamérica. El 14 de octubre siguiente, Popham y Miranda presentaron a Pitt un memorándum que contenía detalles específicos para liberar Sudamérica y del cual Popham se valdría en 1806 para solicitar tropas para atacar Buenos Aires.
Ante la indecisión de Pitt para autorizar un ataque al Río de la Plata, a mediados de 1805 Popham se alistó en una expedición que tenía como objetivo la captura del cabo de Buena Esperanza, en el extremo sur de África. Pitt le ordenó abandonar el plan de conquista de América del Sur por el momento. Decepcionado por esta decisión en noviembre de 1805, Miranda viajó a Nueva York, con el objetivo de organizar una expedición para liberar a Venezuela con la cooperación de los Estados Unidos.

## Primera invasión inglesa de Buenos Aires

### Preparativos para la defensa

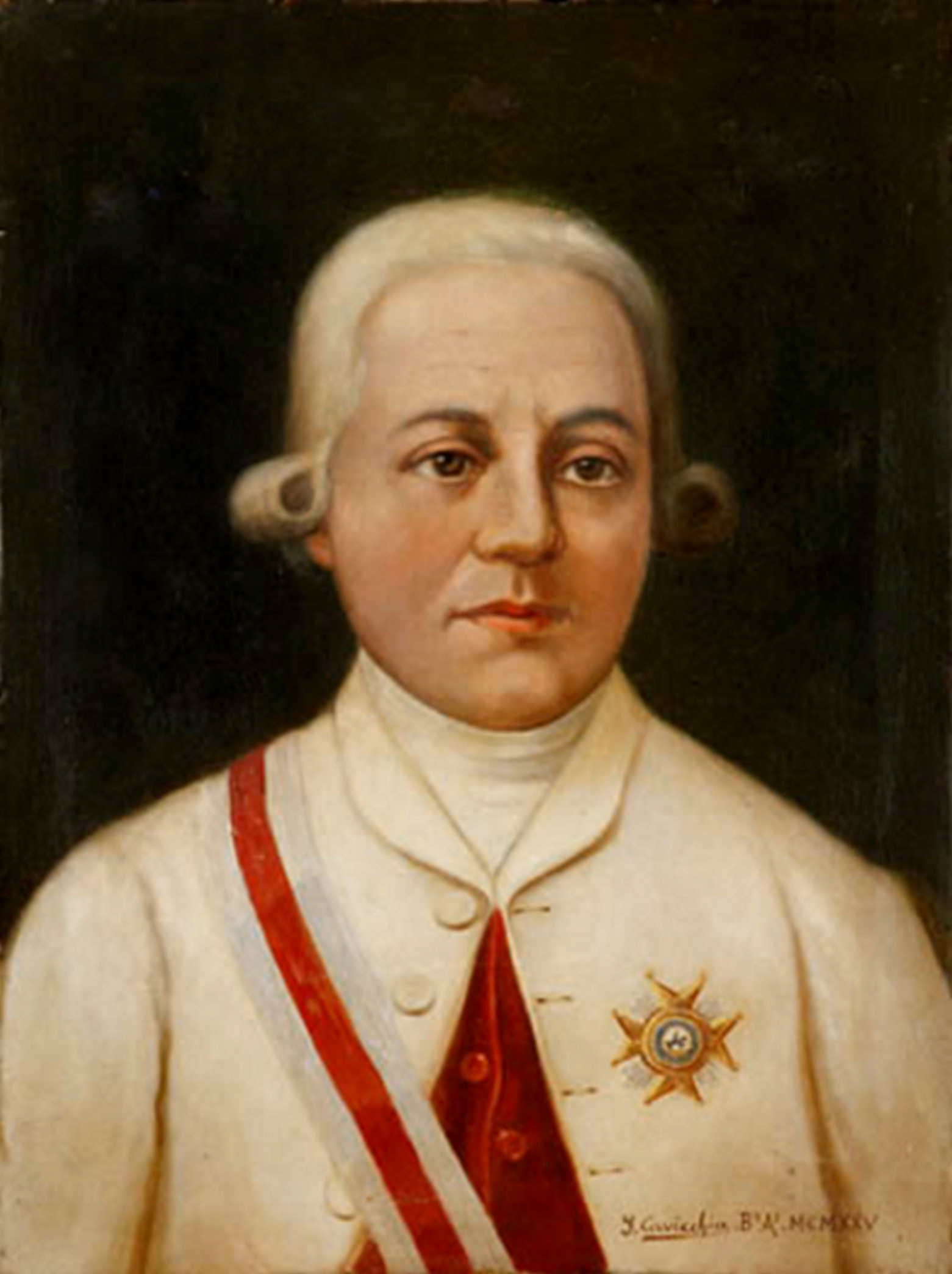
Rafael de Sobremonte, III marqués de Sobremonte y virrey del Río de la Plata.

El 27 de junio de 1797, José de Bustamante y Guerra, por orden del virrey Pedro Melo de Portugal, informó sobre un plan para construir una flota de 25 lanchas cañoneras previendo una invasión inglesa al Río de la Plata y nombró a Santiago de Liniers como su futuro comandante. Estas pequeñas embarcaciones, fáciles de maniobrar y arrumbar, sin cubierta, propulsadas a remo y que llevaban un cañón u obus eran ideales para operar en el Río de la Plata con sus bancos, canales y escasa profundidad. El plan terminó finalmente en 1802 con la construcción de las naves y de un tinglado para protegerlas de la intemperie. Desde finales de 1797 comenzaron a llegar a Buenos Aires y Montevideo indios guaraníes, llamados “indios bogantes”, provenientes de La Candelaria, para ser utilizados como remeros en esas embarcaciones totalizando finalmente unos 263 individuos. Liniers se jactó de haber puesto a los indios en un “pie sobresaliente de disciplina y destreza”. Además del entrenamiento se les prestó alojamiento, alimentos, cuidado sanitario y un salario de 4 reales mensuales per cápita.
Hacia fines de 1805 la posibilidad de una invasión inglesa ya recorría Buenos Aires. Esta capital sudamericana, con sus 45 000 habitantes, era uno de los puertos más prósperos del Nuevo Mundo. El virrey del Río de la Plata, Rafael de Sobremonte, III marqués de Sobremonte, había solicitado refuerzos militares a España en varias oportunidades. Los cuerpos militares del virreinato habían sufrido muchas bajas en los últimos tiempos, en particular, durante la sublevación indígena liderada por Túpac Amaru II. Sin embargo, la única respuesta que obtuvo fueron unos cuantos cañones y la sugerencia de armar al pueblo para la defensa. Pero el virrey entendía que dar armas a los criollos, muchos de ellos influenciados por ideas revolucionarias, era una estrategia peligrosa para los intereses de la corona.[cita requerida]
El jueves 2 de enero de 1806 arribó al puerto de Buenos Aires el bergantín mercante Espíritu Santo. Su capitán, Francisco Paula de Fernández fue interrogado por el alférez de fragata Juan María Navarro por orden de Santiago de Liniers. El capitán informó haber visto llegar una flota británica a Todos los Santos,Brasil. Esta flota era una parte de la expedición de David Baird que se dirigía a la colonia holandesa de Cabo de Buena Esperanza. El 20 de abril, Gaspar de Santa Coloma escribía a Antonio Olaguer Feliú “Este río queda libre de enemigos. Hace tiempo, gracias a Dios que estamos libres del susto y sobresalto que nos causó el arribo a la Bahía de Todos los Santos de la expedición inglesa”.
Sobremonte recibió esta noticia y siguiendo las medidas estipuladas por la corona, organizó las escasas tropas virreinales para la defensa del estratégico puerto de Montevideo, el cual poseía suficiente calado para permitir la entrada de buques de guerra, lo que lo convertía en la plaza militar más importante sobre el Río de la Plata. El gobernador de  Montevideo convocó a los habitantes y a las milicias para organizar la defensa ante la posible invasión.
Liniers recibió la orden de armar una flota para resguardar las costas y asegurar la libre navegación entre Montevideo y Buenos Aires. A principios de abril, la fragata Reina Luisa, armada en corso con el nombre Dromedario, arribó a Montevideo. Su segundo comandante, Juan Bautista Azopardo, se ofreció a comandar una lancha obusera, la Invencible N.º 4, para realizar misiones de vigilancia costera. La tripulación se integró con parte de la del Dromedario.

### Organización de la invasión
El 31 de agosto de 1805 zarpó la flota al mando del comodoro sir Home Riggs Popham rumbo al Cabo. Estaba compuesta por 61 transportes y 6 navíos de guerra: el Diadem, de 64 cañones; el Raisonable, de 64; el Belliqueux, de 64; el Diomede, de 50; las fragatas Narcissus y Leda, de 32; el «sloop» Espoir y el «brig» Encounter). Transportaba 6.360 hombres al mando del teniente general David Baird. En enero de 1806 se produjo la segunda conquista del Cabo de Buena Esperanza.
El 28 de marzo llegó al Cabo desde Buenos Aires el barco negrero estadounidense Elizabeth. El capitán informó que en Buenos Aires y Montevideo había provisiones en abundancia y que con pocas fuerzas podía tomar cualquiera de las dos ciudades. El comodoro intentó persuadir a Baird para que le brindara su apoyo para tomar el Río de la Plata, valiéndose de varios argumentos y asegurando que recibirían el apoyo de la población local, pero el general no accedió.

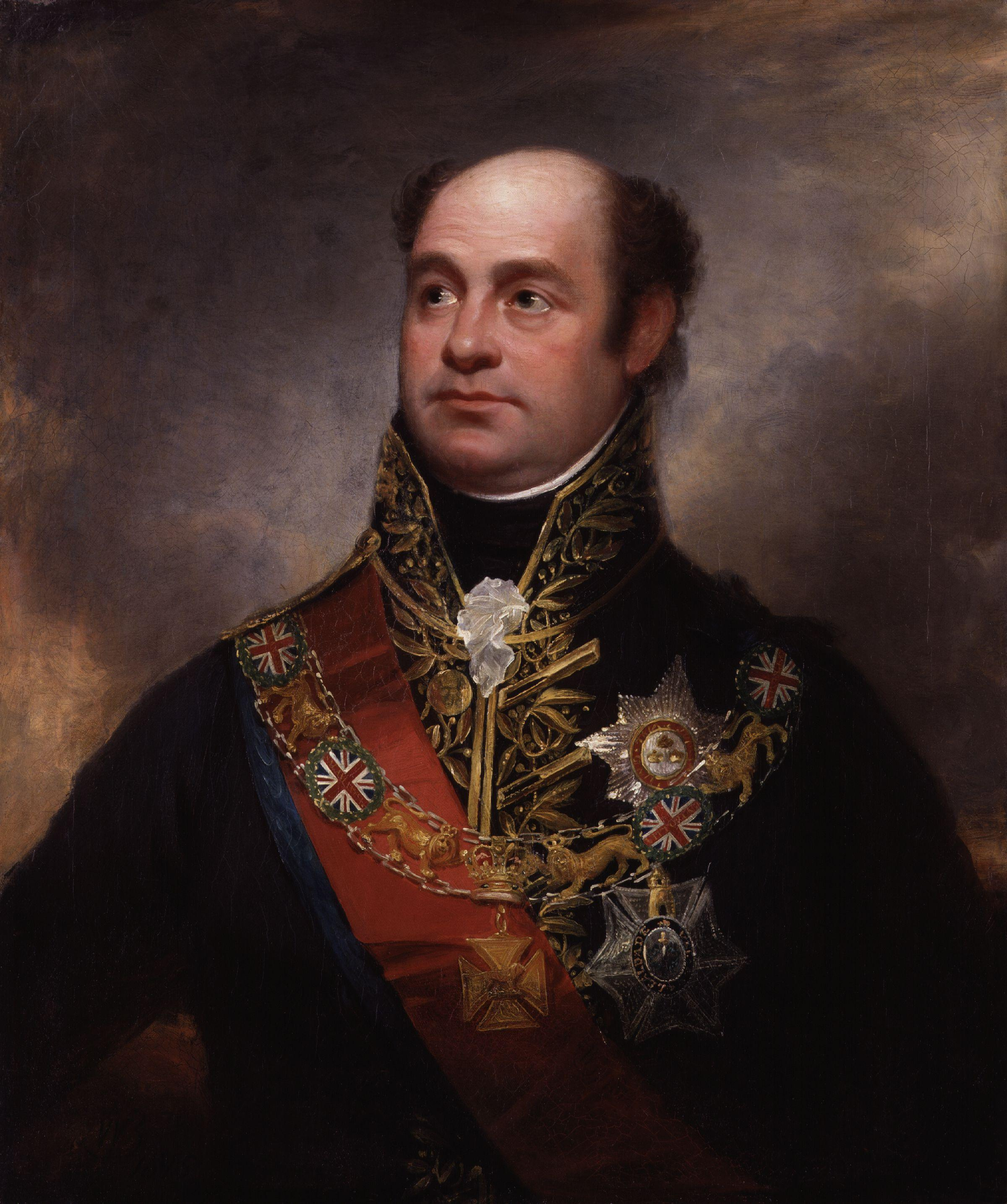
Willam Carr Beresford, comandante de la primera Invasión Inglesa.

Baird debía favores a Popham. Gracias a su influencia había logrado que lo nombraran comandante de la expedición al Cabo. También sabía que la expedición a Buenos Aires, postergada por diversos motivos, tenía el visto bueno de Pitt y que Popham estaba decidido a realizarla aun sin ayuda del ejército. En caso de éxito, Baird quedaría fuera del reparto de las riquezas y, en caso de fracasar, lo podían hacer responsable por no haber ayudado. Pero lo que decidió su apoyo a Popham fue la posibilidad muy cierta de una gran presa depositada en Buenos Aires. Baird entregó a Beresford el mando de la fuerza expedicionaria y las instrucciones que debía obedecer: a) conquistar el Río de la Plata; b) en caso de fracaso volver al Cabo; c) delegaba en Beresford todo el tema “presas”; d) la información sobre las operaciones debía dirigirlas a Baird, al ministro de Guerra y al comandante en jefe en Londres; e) en caso de fuerte resistencia enemiga debía utilizar su “propio juicio” y no el de Popham; f) al ocupar Buenos Aires o Montevideo asumiría el cargo de gobernador y, g) durante el cumplimiento de su misión tendría el grado de mayor general (general de división). Este último punto afectó a Popham porque lo puso en inferioridad de condiciones en el reparto de las presas motivando su inmediata protesta ante el almirantazgo. 
El 14 de abril, la flota británica cruzó el Atlántico en dirección al Río de la Plata. Baird nombró mayor general a William Carr Beresford para que liderase el ataque a Buenos Aires. La escuadra llegó a Santa Elena el 29 de abril, Popham logró que el gobernador de la isla le prestara 280 soldados para su misión y envió una carta a Londres, dando a conocer los motivos por los cuales se dirigía a Sudamérica basando sus argumentos en el memorándum de 1804. Lo que Popham desconocía era que Pitt había muerto recientemente y que en su lugar había asuido William Wyndham Grenville, del partido opositor Whig.
En mayo, Popham envió a la fragata HMS Leda de 34 cañones de grueso calibre por delante de la escuadra para explorar el Río de la Plata. El 18 de mayo pasó frente a la fortaleza de Santa Teresa y fondeó en La Coronilla, a 4 km al sur. El comandante de la fortaleza, Rafael Guerra, temiendo un desembarco en esa zona, envió una patrulla de 21 hombres que apresaron sorpresivamente al segundo comandante de la fragata y cinco marineros que habían bajado a tierra. Luego de intercambiar disparos a larga distancia con la fortaleza, el capitán Honeyman de la fragata inglesa envió un parlamentario reclamando la devolución de los prisioneros y la autorización para proveerse de agua y leña. Guerra tomó prisionero al parlamentario y, luego de discusiones y un amague de desembarco el día 23, la fragata levó anclas y desapareció hacia el sur en la madrugada del día siguiente. El 28 de mayo, el gobernador de Montevideo envió un oficio a Sobremonte detallando lo ocurrido y las medidas tomadas.
La flota británica fue avistada frente al Cabo de Santa María (Uruguay) el 8 de junio y el 9 de junio, la vigía de Maldonado detectó la presencia de una escuadra de ocho buques navegando a esa altura. Esta noticia le llegó a Sobremonte el día 14. El día 13, sin dudar ya de que eran buques ingleses los avistados en Maldonado, el gobernador de Montevideo Pascual Rodríguez Huidobro ordenó al alférez de fragata José de la Peña, al mando del falucho Nuestra Señora del Carmen que saliera a localizar esos buques y el rumbo que seguían. Peña encontró cuatro buques: una fragata, una corbeta y dos bergantines, que rápidamente intentaron capturarlo, pero la mayor velocidad del falucho le permitió escapar y dirigirse a la Ensenada de Barragán en búsqueda de protección. En la tarde del día 22, Sobremonte recibió la alarmante noticia que habían arribado a ese puerto el falucho de Peña y en la cercanía los buques ingleses que lo habían venido persiguiendo. Inmediatamente ordenó al coronel Manuel Gutiérrez que saliera con 150 hombres para reforzar al destacamento que defendía esa posición. Después de ordenar a Peña que viniera a Buenos Aires para informar personalmente lo que había ocurrido envió al capitán de navío Santiago de Liniers como comandante militar provisorio de aquel punto estratégico hasta tanto su titular, el capitán de fragata Juan Gutiérrez de la Concha, arribara a Montevideo.

### Ocupación inglesa de Buenos Aires
El 24 de junio Beresford amagó un desembarco en Ensenada, realizando maniobras frente a Punta Lara.
El 25 de junio una fuerza de 1806 hombres al mando de Beresford, entre ellos el Regimiento 71 de Highlanders, desembarcó en la Punta de Quilmes sin ser molestados. El mismo día se dispuso enviar a esa zona al subinspector del ejército, coronel Pedro de Arce. Cuando al día siguiente avanzó el enemigo se rompió fuego, pero la carga de las tropas invasoras forzó a una retirada general de los defensores.
Sobremonte intentó una estrategia de defensa, armando a la población y apostando a sus hombres en la ribera norte del Riachuelo, confiando en poder atacar a los británicos de flanco. Pero el reparto de armas fue un caos, y las tropas no pudieron detener el rápido avance inglés, de modo que el virrey quedó fuera de la ciudad, sin posibilidad de intentar nada.

Bandera del 2º batallón del Regimiento n.º 71 del ejército británico capturada y exhibida al público como trofeo de guerra. Obsérvese que el 2º batallón no tenía el privilegio de portar la corona y las iniciales bordadas en oro: G. R. (Georgius Rex) en sus bandera.

### La rendición
El virrey abandonó la capital en la mañana del 27 de junio y se retiró a Córdoba junto con algunos centenares de milicianos que no tardaron en desertar: contrariamente a una persistente leyenda, no llevaba consigo los caudales, ya que los mismos habían sido evacuados dos días antes de acuerdo a un plan trazado el año anterior. Beresford demandó la entrega de los caudales del Estado y advirtió a los comerciantes porteños que en caso contrario retendría las embarcaciones de cabotaje capturadas e impondría contribuciones. El Cabildo no vaciló en enviar una comisión a Sobremonte rogándole entregara el tesoro a un destacamento inglés enviado en persecución del mismo. Este tesoro fue trasladado a Londres y paseado como trofeo de guerra, antes de ser depositado en un banco.
El 27 de junio las autoridades virreinales aceptaron la intimación de Beresford y entregaron Buenos Aires a los británicos. En la tarde de ese mismo día, las tropas británicas desfilaron por la Plaza Mayor (la actual Plaza de Mayo) y enarbolaron la bandera del Reino Unido, que permanecería allí por 46 días. El territorio bajo dominio británico fue rebautizado bajo el nombre de Nueva Arcadia, en alusión a la tierra pastoril griega de tanto peso en las fábulas neoclásicas. La ocupación era la excusa perfecta para establecer el dominio que el Reino Unido anhelaba sobre la región. Una de las primeras medidas que tomó Beresford fue decretar la libertad de comercio y la reducción de aranceles.
A principios de julio, el mayor general y gobernador Beresford dispuso que los que ocupaban cargos públicos, eclesiásticos y militares debían prestar juramento de fidelidad al rey Jorge III. El 7 de julio, a mediodía, convocados por el Cabildo, todas las corporaciones se reunieron en el Fuerte para tal fin con la excepción de la Real Audiencia y el Tribunal de Cuentas. En sus Memorias, Belgrano comentó que, pese al acuerdo previo con los miembros del Consulado de no prestar ese juramento, ese día lo hicieron motivados “por sus intereses”. Aduciendo enfermedad Belgrano pidió licencia y salió de Buenos Aires “casi como fugado”. Tenía permiso para jurar después de superar su enfermedad. También juraron varios militares que bien podían no haberlo hecho saliendo de Buenos Aires o no ingresando a ella: el teniente coronel Gutiérrez con 400 hombres, el capitán Rameri con 100 blandengues, etc. Adicionalmente Beresford anunció el 10 de julio que los vecinos destacados de la ciudad podían prestar voluntariamente el juramento de lealtad habilitando para ello un libro y una oficina a cargo del capitán Gillespie. Cincuenta y ocho personas firmaron el libro que para “alivio de algunos e intriga de muchos” no pudo hallarse a posteriori. Según Gillespie, tres de los miembros de la Junta del 25 de mayo figuraban en el libro. Juan Martín de Pueyrredón, en nombre del Cabildo, intervino para que Beresford aclarara expresamente que la situación de los esclavos no se modificaba y Castelli tuvo varias conversaciones con el gobernador relacionadas con el posible apoyo inglés para lograr una mayor autonomía. Cómo recuerdo de estas conversaciones Beresford obsequió a Castelli un juego de loza del Cabo. De todas maneras, la actitud general de las elites fue de cautela debido a que en caso de un tratado de paz entre Inglaterra y la Corona española los colaboracionistas quedarían en mala posición.
El 14 de julio, Sobremonte declaró a Córdoba la capital provisoria del virreinato. Asimismo, instó a que se desobedecieran todas las órdenes provenientes de Buenos Aires mientras durara la ocupación. Se dedicó a organizar un ejército con el que reconquistar la capital, pero la tarea tropezó con toda clase de dificultades, y sólo dos meses más tarde estuvo listo.
Al darse cuenta de que los ocupantes no tenían otros planes, sino convertir al Plata en una colonia británica, los porteños comenzaron a agruparse para preparar una rebelión.

### La Reconquista de Buenos Aires

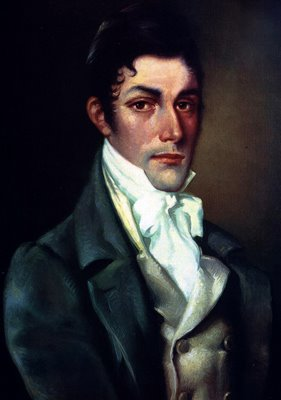
Martín de Álzaga, el rico comerciante español de notoria actuación durante las invasiones inglesas.

Ante la inmovilidad de las autoridades virreinales, los vecinos de la ciudad, criollos y españoles por igual, comenzaron a armarse para defenderse por sus propias manos. Se organizaron varios grupos clandestinos que planeaban atacar el fuerte, residencia temporal de Beresford, con explosivos caseros. Estos movimientos tuvieron el apoyo de los monopolistas como el rico y poderoso comerciante español Martín de Álzaga, que se veían severamente perjudicados con el libre comercio decretado por el representante de Jorge III de Inglaterra (y que fuera aprobado por este soberano cuando los británicos ya no gobernaban el Río de la Plata).
A fines de julio partieron unos 450 hombres comandados por José Ignacio Garmendia y Alurralde desde Tucumán. Al llegar a Santiago del Estero, recibieron una comunicación del virrey pidiendo que una compañía fuera a marcha forzada para llegar cuanto antes a Buenos Aires. Salvador Alberdi, a cargo de unos doscientos hombres, fue el encargado de hacerlo.
El 1 de agosto, una guerrilla amparada por Martín de Álzaga en los Caseríos de Perdriel, fuera del casco urbano (la actual Chacra Pueyrredón, en el partido de General San Martín), dirigida por Juan Martín de Pueyrredón, fue derrotada por una fuerza inglesa de 550 hombres. Pero la mayor parte de las tropas quedaron intactas para reconquistar la ciudad.

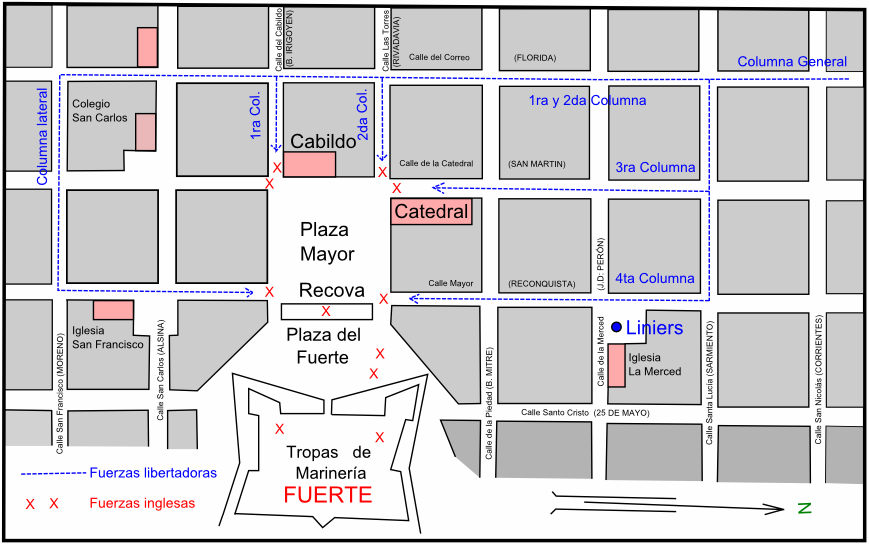
Plano del movimiento de las fuerzas durante la Reconquista.

Antes de que los rebeldes porteños pudieran llevar a cabo su plan, nuevas tropas arribaron a Buenos Aires: estaban comandadas por Liniers, que había abandonado su posición en Ensenada y cruzado el Plata para organizar las tropas para la reconquista. Desde Montevideo, y con la ayuda de Pascual Ruiz Huidobro, gobernador de esa ciudad, el francés organizó un ejército que partió el 23 de julio para Colonia y el 3 de agosto fue embarcado en una flota de 23 naves hacia Buenos Aires para iniciar la Reconquista.
Cruzó el Río de la Plata aprovechando una sudestada, tempestad que dejó inmóviles a los buques británicos y en medio de la niebla. Avanzando desde el Puerto de las Conchas, en Tigre, se sumaron a este ejército miles de hombres entusiasmados.

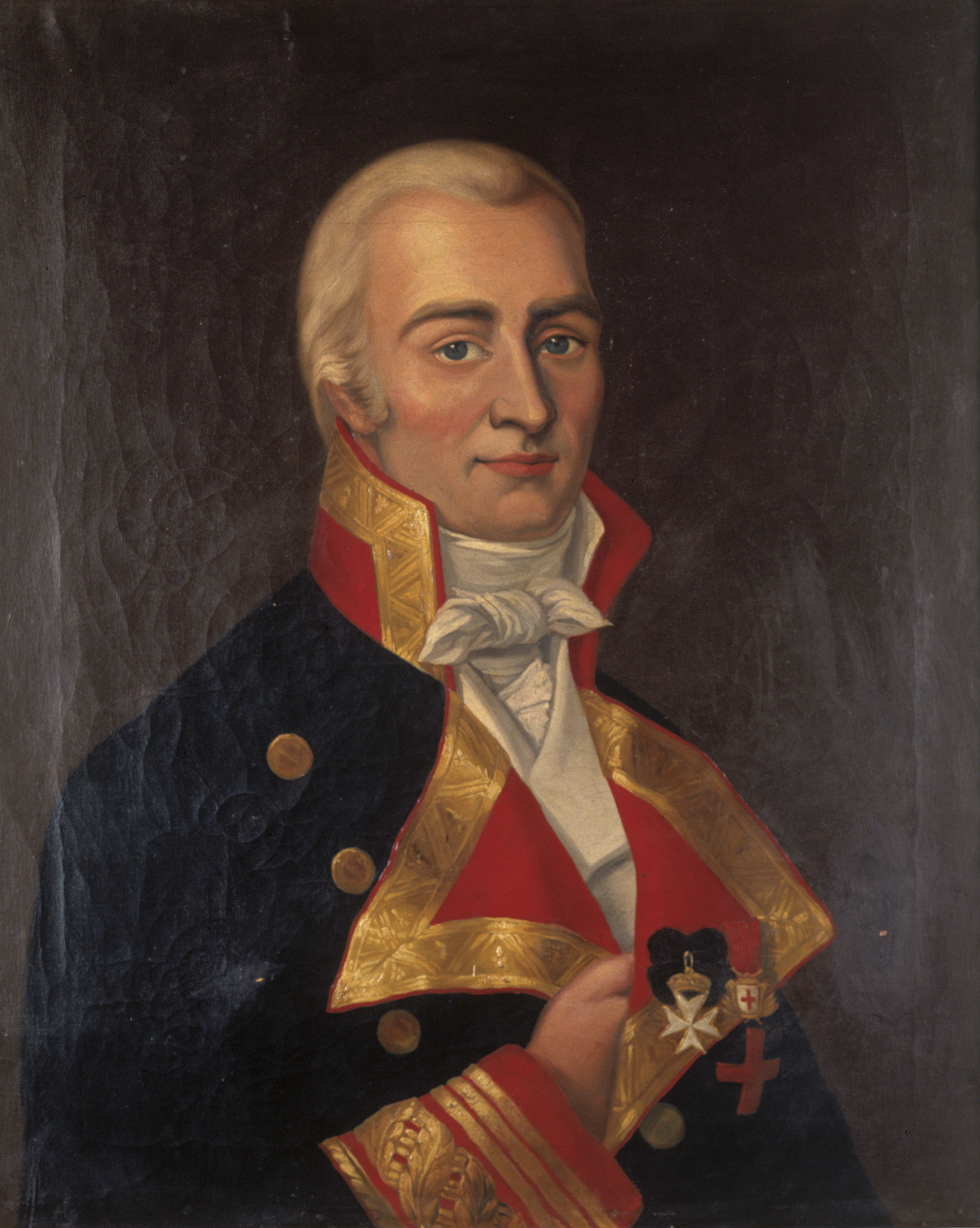
Retrato de Santiago de Liniers, héroe de la Reconquista de Buenos Aires.

El 12 de agosto, Liniers avanzó sobre la ciudad desatando una batalla campal en distintas calles de Buenos Aires, hasta acorralar a los británicos en el Fuerte de la ciudad. Primero fue tomada la iglesia de la Merced, ubicada a pocos metros de la plaza Mayor, y desde el atrio del templo se lanzó la ofensiva al Fuerte. También salieron a la calle centenares de voluntarios organizados y entrenados por Álzaga. Cerca de doscientos prisioneros ingleses fueron custodiados y llevados por las tropas de Garmendia hasta la ciudad de Tucumán, que debía encargarse de alojar, alimentar y custodiar.
Beresford se rindió y firmó la capitulación el 20 de agosto, en la que se acordaba el intercambio de prisioneros entre ambos bandos. Temiendo un segundo ataque, el Cabildo de Buenos Aires presionó para que los prisioneros británicos fueran enviados al interior, anulando así los términos de la rendición.
Retomada la ciudad, la Real Audiencia de Buenos Aires asumió el gobierno civil y decidió entregar la Capitanía General a Liniers. Asimismo, la Corona española le agregó el título "La muy fiel y reconquistadora" a la ciudad de Montevideo y en el escudo de dicha ciudad se agregaron banderas británicas caídas, indicando la derrota de los británicos frente a Montevideo.
Popham fue juzgado por una corte marcial británica por haber abandonado su misión en cabo de Buena Esperanza pero su castigo se limitó a ser «severamente amonestado». La ciudad de Londres le otorgaría luego una espada de honor por sus esfuerzos por «abrir nuevos mercados»; la sentencia nunca llegó a afectarlo.

### Creación de las milicias urbanas

Bandera del Batallón de los Royal Marines (Royal Blues) capturada durante la primera invasión inglesa en 1806 y exhibida al público como trofeo de guerra.

Tras la capitulación de Beresford y ante la posibilidad de una nueva invasión, Liniers emitió el 6 de septiembre de 1806 un documento instando al pueblo a organizarse en cuerpos separados según arma y origen de nacimiento. Este documento contenía una proclama acerca de la creación de diversos cuerpos urbanos, y una segunda orden de convocatoria fue emitida el 9 de septiembre. La mayor parte de los hombres adultos se enlistó como miliciano de alguno de los diferentes cuerpos y regimientos que se organizaron. El comandante general de Armas logró agrupar una fuerza popular a la que se le sumaban las tropas veteranas, de menor tamaño, formando un ejército de infantería, caballería y artilleros:

(...) Vengan, pues, los invencibles cántabros, los intrépidos catalanes, los valientes asturianos y gallegos, los temibles castellanos, andaluces y aragoneses; en una palabra, todos los que llamándose españoles se han hecho dignos de tan glorioso nombre. Vengan, y unidos al esforzado, fiel e inmortal americano, y a los demás habitadores de este suelo, desafiaremos a esas aguerridas huestes enemigas que, no contentas con causar la desolación de las ciudades y los campos del mundo antiguo, amenazan envidiosas invadir las tranquilas y apacibles costas de nuestra feliz América.

#### Infantería
- Cuerpo de Patricios o Legión Patricia, con tres batallones formados por los nacidos en Buenos Aires, al mando de Cornelio de Saavedra,  y que contaba con Manuel Belgrano como sargento mayor y Esteban Romero y José Domingo Urien como jefes de batallón.
- Cuerpo de Arribeños, comandado por Juan Pío de Gana y formado por peones provenientes de las provincias del interior; entre sus oficiales se hallaba Juan Bautista Bustos.
- Compañía de Granaderos de Infantería o Provinciales, cuerpo colonial posteriormente denominado Granaderos de Fernando VII, dirigidos por Florencio Terrada.
- Tercio de Montañeses, originarios de Cantabria (La Montaña), luego de su creación al mando de José de la Oyuela y posteriormente durante la segunda Invasión Inglesa y acciones posteriores del coronel Pedro Andrés García.[34]
- Tercio de Vizcaínos o de Cántabros de la Amistad, formado por asturianos, vizcaínos y castellanos.
- Compañía de Cazadores Correntinos, bajo el mando de Juan José Fernández Blanco.
- Tercio de Gallegos o de Voluntarios Urbanos de Galicia.
- Tercio de Andaluces
- Tercio de Miñones Catalanes
- Cuerpo de Indios, Pardos y Morenos.
- Regimientos del Paraguay: unos 690 hombres al mando de Bernardo de Velasco.[35][6]

#### Caballería

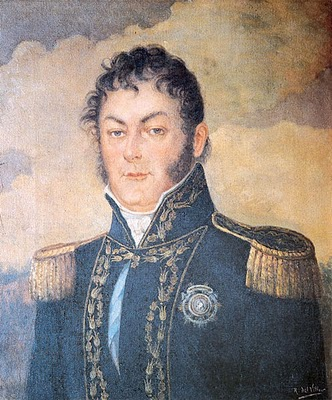
Juan Martín de Pueyrredón, líder del Primer Escuadrón de Húsares durante las Invasiones Inglesas.

- Primer Escuadrón de Húsares, cuyo nombre oficial era Húsares del Rey, pero más comúnmente conocido como Húsares de Pueyrredón, en honor a su afamado comandante Juan Martín de Pueyrredón.
- Segundo Escuadrón de Húsares, conocidos popularmente como Húsares Infernales o Húsares de Vivas, en honor a su primer jefe Lucas Vivas.
- Tercer Escuadrón de Húsares o Húsares de Núñez, por su comandante Pedro Ramón Núñez, también llamados Húsares Infernales, al igual que al segundo escuadrón.
- Cuarto Escuadrón de Húsares o Carabineros de Herrera, por haber sido su primer jefe Diego de Herrera. Su denominación más comúnmente difundida (pese a haber sido organizados originalmente como Cuarto Escuadrón) es la de Cazadores de la Reina.
- Quinto Escuadrón de Caballería Ligera, denominado Carabineros de Carlos IV, cuerpo de caballería al mando de Lucas Fernández.
- Sexto Escuadrón de Caballería Ligera, o más comúnmente denominados Migueletes de Castex, organizados por el abogado de la Real Audiencia Alejo Castex.
- Escuadrón de Quinteros y Labradores.
- Regimiento de Caballería de Blandengues de la Frontera, cuerpos de caballería para la defensa de las fronteras interiores asediadas por los indígenas.

#### Artillería
- Cuerpo de Voluntarios Patriotas de la Unión.
- Compañía de Artillería de Indios, Pardos y Morenos, formada por indios y exesclavos.

Guion del Regimiento n.º 71 Highlanders exhibido al público como trofeo de guerra, en el Museo Histórico Nacional del Cabildo y de la Revolución de Mayo.

### Bloqueo británico a los puertos del Río de la Plata
Tras la capitulación de Beresford la flota británica continuó en el Río de la Plata a la espera de los refuerzos que había solicitado a Inglaterra.
El comodoro Popham mantenía bloqueados los puertos de Buenos Aires, Montevideo y Maldonado, y por tal motivo, Liniers emitió una patente de corso a favor de Juan Bautista Azopardo, quien alistó la goleta Mosca de Buenos Aires. Esta patente le permitía ejercer el corso en el área del Río de la Plata a la vez que tenía encomendada la vigilancia de la escuadra enemiga y la notificación de cualquier desembarco.
En una de las salidas de la Mosca, el bergantín HMS Protector y una goleta británica, no identificada a la fecha, entablaron combate con la nave corsaria. Dada la inferioridad de fuego, Azopardo decidió fijar rumbo a la costa sur del río con dirección a Quilmes, donde quedó varado intentando salvar el navío. Los británicos aprovecharon la oportunidad para asaltar al corsario desembarcando cuatro embarcaciones livianas que izaron Bandera Negra. La primera barca fue capturada con un oficial y cinco marineros, mientras que las tres restantes regresaron a los buques, que estaban fondeados fuera del alcance de los cañones de la Mosca. Azopardo organizó en tierra una posición defensiva ante un posible contragolpe británico. Cuando volvió la crecida, volvieron a balizas. Los prisioneros fueron remitidos a Buenos Aires y las bajas totales del navío corsario computaron tres marinos.

### Apoyo del Virreinato del Perú
En su viaje para hacerse cargo del virreinato del Perú, por razones de seguridad, José Fernando de Abascal desembarcó en la isla Santa Catarina y desde allí viajó por tierra hacia el Perú. En ese largo recorrido observó no solamente las fuerzas portuguesas sino el estado de las defensas del Río de la Plata. En su Memoria de Gobierno, escrita años después, menciona que había intentado “persuadir” distintas mejoras al gobernante de Montevideo y al virrey Sobremonte pero que por la “celeridad” de su paso no tuvo tiempo para “mayores ideas” ni “podía tener más parte que el influjo” y su “buen deseo”. De hecho, sus observaciones no constituyeron ninguna novedad.
Abascal se enteró de la invasión inglesa a Buenos Aires a través del intendente de La Paz e inmediatamente envió, el 15 de agosto de 1806, un oficio al presidente de Charcas y circulares a las autoridades de cada distrito comunicando la noticia y las precauciones que había que tomar, especialmente en Chiloé, que –por su posición geográfica– podría servir al enemigo de base de operaciones para una futura conquista.
En un oficio fechado el 22 de agosto, Abascal sugería a Sobremonte la idea de reunir fuerzas provenientes de Paraguay, Salta, Santiago del Estero, Mendoza, Tucumán, Santa Fe y Corrientes para recuperar Buenos Aires. En esa fecha, Abascal desconocía: a) que el 1° de julio, o sea 52 días antes, Sobremonte ya había comunicado a los gobernantes de las intendencias su plan de reunir tropas del interior para recuperar Buenos Aires y, b) que Buenos Aires ya había sido recuperada 10 días antes, el 12 de agosto. Recién el 27 de septiembre de 1806, Abascal, en un oficio a Sobremonte, comunicaba que había recibido por correo extraordinario la noticia de la reconquista de Buenos Aires.
También cabe señalar que un contingente de peruanos acudieron por su propia cuenta a Buenos Aires y Montevideo a luchar contra los ingleses, como Pedro Vivanco, Fernando Orozco, Ramón Quispe, Joaquín de Caso, Manuel Clemente, entre otros.[cita requerida]
En una carta fechada el 12 de septiembre de 1806, dirigida a Sobremonte, Abascal comunicó su intención de trasladarse a Chile y atravesar la cordillera cuando la nieve lo permitiera. En caso de no poder hacerlo, enviaría en su lugar un “jefe de carácter, inteligencia y energía”. Por otro lado requirió información sobre qué era lo más necesario y estar al tanto de lo que sucedía para poder calcular “mis providencias con datos más seguros”. Anunció que, con igual fecha, salía una orden al presidente de Chile para que tuviera todo preparado para reforzar la expedición de auxilio. También mencionó al gobernador de Misiones y Paraguay, Bernardo de Velasco, como un “oficial de conocimientos militares, actividad y espíritu” a quien Sobremonte podría pedir ayuda.
Abascal, en carta del 7 de enero de 1807 dirigida al virrey de Buenos Aires (sic), puso en su conocimiento que, habiendo reconsiderado que parecían un “corto auxilio” los cien mil pesos que había mandado en diciembre de 1806 para solventar los costos de la guerra y el bloqueo de Montevideo, había resuelto reforzar esa remesa con doscientos mil pesos más que saldrían inmediatamente de las intendencias de Arequipa (setenta mil), Puno (setenta mil) y Cuzco (sesenta mil).

“[...] por la de Chile remití 1800 quintales de pólvora, 200 000 cartuchos de fusil, 200 quintales de balas de plomo para ídem, otros 200 dichos en pasto y 3 000 espadas de caballería, cuyas remesas, calculadas por valor de ciento veinte y un mil pesos, unidos a los 50 000 de la expedición y los 300 000 librados contra las referidas Cajas, ascienden en todos los auxilios hasta a aquella fecha a 470 000, que pudieron llegar con felicidad y emplearse últimamente en la gloriosa defensa de la capital de Buenos Aires”.

Los pedidos de armas y especialmente pólvora al virreinato del Perú habían comenzado al inicio de la guerra anglo-española, en 1796. En Lima existía una fábrica de pólvora con una capacidad de producción de 20 quintales diarios. En 1798, en Cuzco, se puso en marcha otra con igual capacidad. A pedido del virrey Avilés, el 16 de septiembre de 1797 partió del Callao una partida de 500 quintales o barriles de pólvora rumbo a Valparaíso. Desde allí, en la segunda quincena de diciembre, siete partidas de arrieros los cruzaron por la cordillera, a lomo de mula, rumbo a Mendoza. En ese lugar se contrató al tropero Melchor Videla que, con 31 carretas y una tarifa especial, llegó a Buenos Aires a fines de febrero de 1798. El tiempo total insumido entre Lima y Buenos Aires fue de 162 días. No fue casualidad que en 1806 el comandante de armas Faustino Ansay contratara al mismo tropero para llevar a Buenos Aires, en tiempo récord, una partida de 300 barriles de pólvora existentes en Mendoza.

## Invasión a la Banda Oriental
En julio de 1806, el almirante Charles Stirling, que había participado de la batalla del Cabo Finisterre, fue designado comandante del navío HMS Sampson con la orden de transportar las tropas del general Samuel Auchmuty a Buenos Aires para brindar soporte a Popham. Recién el 22 de septiembre, el gobierno británico resolvió por primera vez la conquista de Montevideo y de Buenos Aires. Pocos días después, arribó a Londres el botín obtenido durante la primera invasión, que fue paseado en carretas por la ciudad y festejado por sus habitantes.
Mientras tanto, Popham merodeaba las costas del Plata en espera de refuerzos. Finalmente en el mes de octubre, llegaron al comando del teniente coronel Backhome los 1400 hombres del regimiento 47 de infantería, provenientes del cabo de Buena Esperanza. Tras un leve bombardeo a Montevideo, Popham decidió atacar Maldonado. Esta población contaba con escasas fortificaciones y tan sólo unos 250 hombres, destinados al resguardo de lo que por entonces era la frontera entre los dominios españoles y portugueses. El 29 de octubre, los británicos desembarcaron en Maldonado y en la isla Gorriti y al cabo de tres días tomaron control de ambos enclaves. Los soldados españoles que resistieron este ataque fueron apresados y recluidos en la isla de Lobos. Mientras tanto, los británicos saquearon Maldonado y apresaron a sus habitantes. El coronel Vasall fue nombrado gobernador, quien liberó a la población cautiva y devolvió al pueblo algunos de los objetos robados durante el saqueo inicial. Las tropas británicas tuvieron que enfrentar en varias oportunidades a las fuerzas enviadas desde la capital de la Banda Oriental.
La población de San Carlos, cercana a Maldonado, recibió el reconocimiento del rey Fernando VII por su acción de resistencia a los embates británicos, y la nombró "la muy fiel y Reconquistadora villa de San Carlos", título que luce como blasón en su escudo de armas.
El 5 de enero de 1807, Auchmuty llegó al Río de la Plata con una expedición oficial de 4300 hombres. Por entonces, Sobremonte había llegado a Montevideo con una fuerza de caballería de 2500 cordobeses. Sin embargo, el Cabildo de esta ciudad impidió la entrada del virrey y puso la defensa en manos de Ruiz Huidobro. El 14 de enero se apostó frente a Montevideo una escuadra británica de cien velas repletas de manufacturas británicas y que ahora contaba con casi 6000 hombres al mando del vicealmirante Stirling (que venía a reemplazar a Popham). El 16 de enero, Auchmuty desembarcó a diez kilómetros de Montevideo, muy cerca del sitio en el que se apostaba la fuerza de Sobremonte, quien luego de pedir fuerzas a la plaza abandonó la batalla.
Ruiz Huidobro contaba con una guarnición de tan sólo 3000 hombres, que salieron a resistir el ataque de manera desorganizada mientras el gobernador solicitaba el auxilio de Buenos Aires. El 23 de enero de 1807, el cabildo y la audiencia de Buenos Aires decidieron enviar una fuerza militar en auxilio de Montevideo. Al día siguiente, una columna avanzada al mando del coronel Pedro de Arce, acompañado por Antonio González Balcarce e Hilarión de la Quintana y unos 500 hombres, fue transportada por el capitán Juan Ángel Michelena hasta Colonia. Esta columna ingresó a Montevideo el día anterior a la catástrofe y, tras la derrota, fueron capturados Arze, Balcarce y todos los que no pudieron escapar.
El 2 de febrero los británicos lograron abrir una brecha a través del portón de San Juan, una de las dos puertas de acceso a la ciudad. A partir de entonces, la población participó activamente en la defensa de la plaza y se produjeron numerosas bajas. Finalmente el 3 de febrero, la operación conjunta de infantería y de marina británica logró ocupar la ciudad.
El 29 de enero partió Santiago de Liniers desde Buenos Aires al mando de una segunda columna con 1500 hombres, de los cuales 500 eran del cuerpo de Patricios al mando de Cornelio Saavedra. Estas fuerzas desembarcaron a unos 35 km de Colonia y quedaron inmovilizadas al no recibir el apoyo logístico prometido por el virrey Sobremonte. Cuando Liniers se enteró de lo que había ocurrido con la columna de Arce, dejó el mando de sus tropas a Prudencio Murguiondo, volvió a Buenos Aires presentándose ante el cabildo a última hora del 4 de febrero de 1807, e informó la caída de Montevideo y lo sucedido a Arce. Saavedra, que había quedado en Colonia, solicitó el envío de buques de mayor capacidad para reembarcar a su tropa, la artillería y a civiles y soldados que habían huido de Montevideo. Cabe acotar que en esa ocasión los milicianos del cuerpo de Patricios se negaron a cargar la artillería en los barcos. Saavedra tuvo que recurrir a una medida que en nada se condecía con un cuerpo militar jerarquizado: les ofreció 4 reales diarios para "incitarlos" a llevar a cabo la tarea, suma que pediría a la Junta de Guerra. Los soldados le recordaron permanentemente dicho pago, e incluso llevaron las quejas por arriba de Saavedra asumiendo que este lo había omitido.

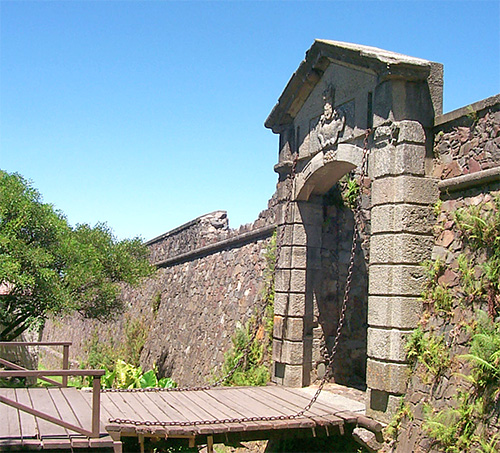
Muralla de Colonia del Sacramento, Uruguay.

Temiendo que las fuerzas españolas llegaran a Montevideo vía Colonia del Sacramento, Auchmuty encargó al coronel Denis Pack la toma de aquel pueblo fortificado, de unos 2800 habitantes. Pack ocupó la plaza, prácticamente sin oposición, el 5 de marzo.
Al tener conocimiento de estos hechos, Liniers envió al coronel Francisco Javier de Elío, recién llegado de España, a recuperar Colonia. Elío tomó por sorpresa a las fuerzas de Pack el 22 de abril, pero el ataque fue rechazado y la flota de Elío se retiró y sentó campamento cerca de la desembocadura del arroyo San Pedro. Pack pidió refuerzos a Montevideo y atacó el campamento de Elío el 7 de junio. Los españoles sufrieron unas 120 bajas y la mayoría de los hombres se dispersaron. Elío se vio forzado a regresar a Buenos Aires.
Durante los meses de ocupación, a pesar de los esfuerzos del Consulado, las mercaderías británicas comenzaron a contrabandearse libremente desde Montevideo. Los artículos llegaban a Buenos Aires vía Quilmes y Ensenada, a Santa Fe por el río Paraná y de allí hacia todo el virreinato. También por tierra y por mar los productos británicos llegaban al Brasil. La Audiencia intentó persuadir a los contrabandistas imponiendo duras penas, que nunca fueron llevadas a la práctica. Los mismos comerciantes montevideanos pidieron al virrey que la ciudad no fuera sitiada para favorecer el intercambio comercial.

Bandera del Regimiento Green de Santa Elena (o del Regimiento de Infantería N.º 95 The Rifle Regiment) capturada durante la segunda invasión inglesa en 1807 y conservada en la basílica de Santo Domingo de la ciudad de Córdoba.

## Segunda invasión inglesa de Buenos Aires

### Destitución de Sobremonte y fuga de Beresford
Las autoridades trataron de mantener en secreto la caída de Montevideo y la conducta militar del virrey, pero cuando las noticias tomaron estado público se avivaron las protestas. El día 10, por disposición de la Audiencia, Liniers convocó a una Junta General, citando a miembros de la Real Audiencia, Tribunal de Cuentas, Real Consulado, obispo, Cabildo, comandantes de los cuerpos militares y algunos vecinos principales. La votación fue nominal y fundamentada, y el resultado fue la suspensión del virrey Sobremonte en sus cargos de virrey, gobernador y capitán general. Conforme a las leyes, el mando recayó en la Real Audiencia hasta nueva resolución del rey.
A pedido del Cabildo, la Real Audiencia comisionó al oidor Juan Baso y Berri para incautarse sorpresivamente de los papeles de los oficiales ingleses prisioneros en Luján y preparar su traslado al interior del país. En la tarde del 5 de febrero de 1807, el oidor llegó a Luján y, después de ordenar que cada prisionero fuera a su habitación con guardia a la vista, procedió a incautarse de todos los papeles que estos pudieran tener pese a las protestas. Dos días después, indignado por esta acción, Beresford envió una nota a Liniers. El día 9, Baso y Berri comunicó oficialmente a los prisioneros que serían trasladados a Catamarca. El día 10, a la tarde, se puso en marcha el pequeño grupo de 8 oficiales ingleses, 4 mujeres, 2 niños y 15 sirvientes, custodiados por 17 soldados  al mando del capitán de blandengues y comandante de la Guardia de Rojas, Manuel Luciano Martínez de Fontes, que había sido llamado expresamente, y al que Baso y Berri entregó en propias manos una detallada instrucción. La logística estaba a cargo de un tropero especialmente contratado, que proveía personal y medios de locomoción: siete carretas para equipajes, una para alimentos y una sopanda para Beresford.
El 13 de febrero, tercer día de marcha, a mediodía, Beresford se sintió mal y solicitó “una casa cómoda para reparar su salud”. Según los baqueanos la única casa cercana pertenecía a la Estancia Grande de los Padres Betlemitas próxima a Arrecifes. Al lugar llegaron por la tarde. Pese a que las instrucciones prohibían las paradas, Martínez detuvo la marcha no un día sino tres. El día 16, el tropero propuso abandonar el lugar por la falta de pasto y aguadas y avanzar hasta Fontezuelas, otra estancia de los Betlemitas. En ese momento aparecieron los capitanes Saturnino Rodríguez Peña, secretario privado de Liniers, y Manuel Aniceto Padilla con dos soldados. Rodríguez Peña portaba una carta de Liniers para Beresford y una orden verbal de Liniers y el cabildo para Martínez para que entregara a Beresford y a algún otro oficial “por el bien de Su Majestad y la Patria”. Si bien la orden era verbal, Martínez no dudó en hacerlo. Rodríguez Peña era su concuñado y cuñado de su jefe, Antonio de Olavarría, que lo había designado para esta misión. 
En este operación participó también Francisco González, celador del Cabildo, en cuya casa vacía se mantuvieron ocultos. El día 21, Beresford, Pack, Padilla y Rodríguez Peña pudieron embarcarse en un lanchón de la balandra portuguesa “Flor del Cabo”, anclada en el puerto, con rumbo a Ensenada en búsqueda de algún navío inglés que estuviera por la zona. Después de remar toda la noche, al amanecer del día siguiente, se cruzaron casualmente con el buque de guerra “Charwell” que, con bandera parlamentaria, se dirigía a Buenos Aires llevando una carta de Auchmuty al Cabildo, intimando la rendición de la plaza. Una vez a bordo y enterado de la carta, Beresford ordenó que la nave cambiara de rumbo hacia Montevideo, adonde llegaron el 25 de febrero.
En Montevideo, Beresford intentó convencer a Auchmuty de no atacar Buenos Aires y llegar a un acuerdo. Al no lograrlo, rechazó la oferta de comandar la expedición a la capital virreinal y se embarcó hacia Londres. Tanto Saturnino Rodríguez Peña como Manuel Aniceto Padilla recibieron una pensión británica por sus servicios.

### El avance inglés

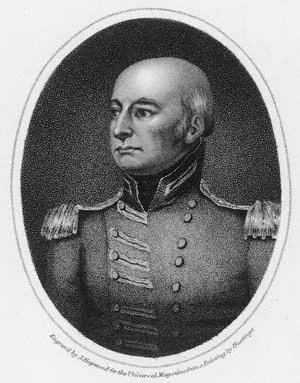
John Whitelocke, comandante británico a cargo de la segunda Invasión Inglesa, retrato de 1808.

En los primeros días del mes de marzo, el HMS Thisbe partió de Inglaterra hacia Montevideo con el teniente general John Whitelocke, nombrado comandante de las fuerzas británicas en el Río de la Plata, con la orden del gobierno británico de capturar Buenos Aires.
Whitelocke llegó a Montevideo el 10 de mayo y tomó el comando general. Poco tiempo después, la flota al mando del general Robert Craufurd llegó desde El Cabo con 5000 hombres. El 17 de junio el formidable ejército de Whitelocke, compuesto de unos 10 000 hombres, partió rumbo a Colonia. El 28 de junio los británicos desembarcaron en Ensenada; en su avance derrotaron a una fuerza local muy inferior en número. Tras cruzar el Riachuelo aguas arriba de la posición elegida por Liniers –a orillas del Riachuelo, dando espaldas al mismo– sitiaron la capital el 4 de julio.
Mientras tanto, había llegado al virreinato la resolución de la corte española declarando a Ruiz Huidobro virrey interino. Sin embargo, el gobernador había sido embarcado hacia Londres luego de la caída de Montevideo. Por lo tanto, Liniers, siendo el militar de mayor rango presente, fue nombrado en reemplazo de Huidobro por la Audiencia.
El ejército británico avanzó con dificultades los cincuenta kilómetros que separaban el lugar escogido para el desembarco y la capital. El ejército del flamante virrey interceptó el primer avance del enemigo cerca de Miserere, pero la brigada de la vanguardia comandada por Craufurd logró dividir y hacer retroceder a los hombres de Liniers en el breve combate de Miserere. Al caer la noche, la lucha cesó y muchos milicianos se retiraron a sus casas.
Parecía que todo estaba perdido para los defensores, pero Whitelocke decidió esperar. Suspendió el avance de Craufurd hacia la ciudad y exigió rendición inmediata, aunque dio a los porteños tres días de plazo, que los criollos utilizaron para organizarse militarmente.

### Asalto y defensa de Buenos Aires
Reconquista de Buenos Aires por el capitán de navío D. Santiago Liniers, haciendo prisionera a la guarnición inglesa con su comandante Beresford. Vuelve la escuadra británica en 1807 a atacar con empeño la misma plaza, y es rechazada por el valor de nuestros marinos y soldados.

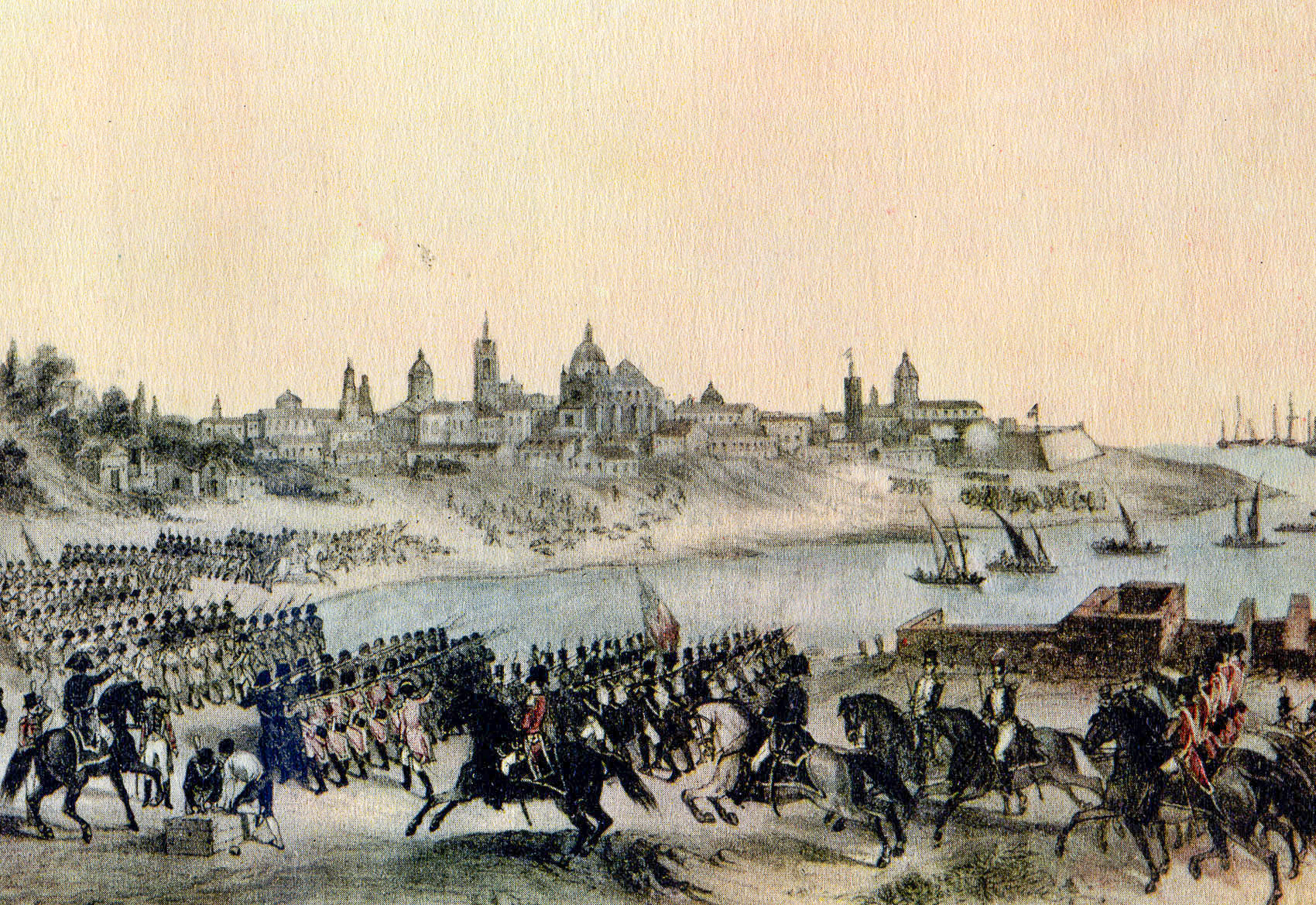
Invasiones inglesas a Buenos Aires, pintado por Madrid Martínez, litografía de 1807 con el texto:Reconquista de Buenos Aires por el capitán de navío D. Santiago Liniers, haciendo prisionera a la guarnición inglesa con su comandante Beresford. Vuelve la escuadra británica en 1807 a atacar con empeño la misma plaza, y es rechazada por el valor de nuestros marinos y soldados.

El alcalde de Buenos Aires, Martín de Álzaga, ordenó montar barricadas, pozos y trincheras en las diferentes calles de la ciudad por las que el enemigo podría ingresar. Reunió todo tipo de armamento y continuó los trabajos en las calles bajo la luz de miles de velas.
En la mañana del 5 de julio, la totalidad del ejército británico volvió a reunirse en Miserere. Confiado de la supremacía de su ejército, Whitelocke dio la orden de ingresar a la ciudad en 12 columnas, que se dirigirían separadamente hacia el Fuerte y Retiro por distintas calles. En un alarde innecesario, llevaban orden de «no disparar sus armas hasta llegar a la Plaza de la Victoria».[cita requerida]
Sin embargo, los invasores se enfrentaban a una Buenos Aires muy diferente a la que se había rendido ante Beresford. Según cuenta el general inglés G. E. Miles, los vecinos en la calle San Pedro arrojaron sobre las cabezas de los famosos "casacas rojas" del Regimiento de infantería N° 88, piedras y líquidos hirviendo, los que serían según algunos autores agua, o más frecuentemente se menciona aceite, o grasa vacuna derretida, la cual era muy económica, y estaba disponible para freír alimento en todas las casas. Liniers y Álzaga habían logrado reunir un ejército de 9000 milicianos, apostados en distintos puntos de la ciudad. El avance de las columnas se vio severamente entorpecido por las defensas montadas, el fuego permanente desde el interior de las casas y desinteligencias y malentendidos entre los comandantes británicos. Whitelocke vio cómo sus hombres eran embestidos en cada esquina. Mediante la lucha callejera, los vecinos en el centro de Buenos Aires superaron la disciplina de las famosas "casacas rojas". No obstante, tras una encarnizada lucha los ingleses se apoderaron de la Residencia y el Retiro, donde fue herido mortalmente el teniente de navío Cándido de Lasala. pero perdieron también entre muertos y heridos unos 1070 hombres.
Cuando la mayoría de las columnas habían caído, Liniers exigió la rendición. Craufurd, atrincherado en la iglesia de Santo Domingo, rechazó la oferta y la lucha se extendió hasta pasadas las tres de la tarde. Whitelocke recibió las condiciones de la capitulación hacia las seis de la tarde ese mismo día.
El 7 de julio, el general inglés comunicó la aceptación de la capitulación propuesta por Liniers y a la cual –por exigencia de Álzaga– se le había añadido un plazo de dos meses para abandonar Montevideo. Las tropas británicas se retiraron de Buenos Aires; abandonarían la Banda Oriental recién el 9 de septiembre.
Las bajas inglesas, según David Marley, siempre correctamente informado en cifras inglesas por haber consultado muy bien sus archivos, fueron 311 muertos, 679 heridos, y 1808 capturados o desaparecidos.
De regreso al Reino Unido, una corte marcial encontró a Whitelocke culpable de todos los cargos excepto uno y fue removido de su función, al declarársele «incapaz de servir a la Corona inglesa». Uno de los factores determinantes para esta decisión fue el hecho de que el general hubiera aceptado la devolución de Montevideo dentro de los términos de la rendición.
Los cuerpos de los caídos de ambos bandos durante las invasiones inglesas a Buenos Aires aún no han sido hallados.

Bandera de uno de los transportes navales británicos capturada durante la segunda invasión inglesa en 1807 y ofrecida por el virrey Liniers, en gratitud por la victoria, a la Virgen de Nuestra Señora del Rosario del Milagro, de la basílica de Santo Domingo de la ciudad de Córdoba.

### Testimonios británicos del combate
Los siguientes son testimonios de los combates sostenidos en las calles de Buenos Aires, realizados por jefes británicos que intervinieron en la lucha.

Avancé con los rifleros hasta el costado oeste del edificio del Colegio de los Jesuitas, sin sufrir pérdidas considerables, cuando, al adelantar el cañón liviano para abrir una brecha en la entrada principal del edificio, el enemigo apareció de repente en gran número en algunas ventanas, en la azotea de aquel edificio y desde las barracas del lado opuesto de la calle y desde el extremo de la misma. En un momento, la totalidad de la compañía de vanguardia de mi columna, y algunos artilleros y caballos fueron muertos o heridos...
 Teniente coronel Henry Cadogan.

Antes de que me hubiese escasamente aproximado a la iglesia de San Francisco, ya había perdido bajo el fuego de un enemigo invisible, y ciertamente inatacable para nosotros, los oficiales y la casi totalidad de los hombres que componían la fracción de vanguardia, formada por voluntarios de distintas compañías, los oficiales y casi la mitad de la compañía siguiente, y así en proporción en las otras compañías que componían mi columna...
 Teniente coronel Dennis Pack

No bien alcanzamos la entrada de la iglesia de San Miguel, el enemigo comenzó un terrible fuego desde las casas opuestas. Habiendo perdido unos treinta hombres en esta entrada, y comprendiendo que era imposible forzar las puertas de la iglesia con las herramientas que me habían entregado, juzgué prudente desistir y penetrar más en la ciudad esperando encontrar una posición más ventajosa. Al abandonar la entrada de la iglesia fuimos castigados con un fuego continuado. Después penetré en la ciudad hasta que juzgué que me hallaba cerca de la fortaleza. Viendo que había perdido tanta gente en la calle, que los cuatro oficiales de granaderos estaban heridos, que el mayor, el ayudante y el cirujano auxiliar habían sido muertos, y que había perdido, entre muertos y heridos, de ochenta a cien soldados de mi débil columna, doblé a la izquierda y busqué refugio ocupando tres casas...
 Teniente coronel Alexander Duff

… me está yendo tan bien como podía esperarse. La bala penetró mi pierna y salió por el otro lado. Verá los detalles de la acción en la Gazette, fue muy sangrienta: el pobre Burrell murió cuando ocupó mi lugar cargando dos de a doce. Será una satisfacción para usted ver que los Carabineros cumplieron con su deber de manera muy halagadora, y en cuanto a (mi) herida me importa poco. 50.000 hombres no habrían tenido éxito, lo que explicaré en otro momento. Estoy en la casa del general Liniers y me tratan con la mayor amabilidad, todos regresamos a Europa o al menos evacuamos el continente S. A. en dos meses… Los Carabs tuvimos 39 muertos y heridos en aproximadamente media hora, el general W(hitelocke) nos ha hecho un considerable cumplido…
 Teniente coronel Peter Kington

### Edición deThe Timessobre las invasiones
Los partes oficiales de la capitulación de Whitelocke en Buenos Aires, dando cuenta del fracaso de la segunda Invasión, llegaron a Gran Bretaña el 11 de septiembre de 1807, y fueron dados a publicidad por el diario The Times, de Londres en el artículo «Evacuación de Sudamérica». Se reproducen aquí algunos párrafos principales:

El ataque sobre Buenos Aires ha fracasado y hace ya tiempo que no queda un solo soldado británico en la parte española de Sudamérica. Los detalles de este desastre, quizás el más grande que ha sufrido este país desde la guerra revolucionaria, fueron publicados ayer en un número extraordinario... El ataque de acuerdo al plan preestablecido, se llevó a cabo el 5 de julio, y los resultados fueron los previsibles. Las columnas se encontraron con una resistencia decidida. En cada calle, desde cada casa, la oposición fue tan resuelta y gallarda como se han dado pocos casos en la historia. La consecuencia fue que el plan de operaciones se frustró.

El comandante en jefe parece haber estado en la más perfecta ignorancia tanto acerca de la naturaleza del país que debía atravesar, como sobre el monto y el carácter de la resistencia que debía esperar. Con el propósito, suponemos, de evitar un encuentro molesto desembarca a treinta millas del lugar donde debía operar, prosigue su marcha a través de un recorrido lleno de pantanos, cortado por riachuelos y finalmente, con un ejército jadeante y exhausto se asienta frente a una plaza fortificada enteramente, en la cual según el tenor de su despacho, «llovían sobre él metrallas desde todas las esquinas y desde los techos de todas las casas, mosquetazos, granadas de mano, ladrillazos y piedras».

Este ha sido un asunto desgraciado de principio a fin. Los intereses de la nación, así como su prestigio militar, han sido seriamente afectados. El plan original era malo, y mala la ejecución. No hubo nada de honorable o digno de él; nada a la altura de los recursos o el prestigio de la nación. Fue una empresa sucia y sórdida...

¿Cómo podría esperarse que estuvieran con nosotros las manos o los corazones del pueblo, si los primeros que ocuparon la ciudad se mostraron menos ansiosos de conciliarse con los habitantes que de colocar fuera de peligro el botín obtenido? Había un vicio radical en el plan original, que ninguna empresa posterior pudo remediar. Si los desautorizados promotores del primer desembarco hubieran dispuesto de una fuerza igual a la que ha sido ahora expulsada de Buenos Aires, el país podría estar en este momento en nuestras manos.
The Times, 14 de septiembre de 1807, pág 3.

## Consecuencias
La derrota de los ejércitos de la Corona británica producida en las dos Invasiones Inglesas tuvo como primera consecuencia que el imperio español retuvo la posesión del Virreinato del Río de la Plata gracias a la acción del ejército español formado por grupos de milicias urbanas. La voluntad del pueblo jugó un papel sin precedentes en la destitución de un virrey y el nombramiento de su sucesor. La participación de los cuerpos militares creados en "la Defensa" y "la Reconquista", puso en evidencia la ineficacia del sistema defensivo colonial de la metrópoli pero convirtió a estos eventos en catalizadores del camino hacia la independencia de los territorios sudamericanos bajo dominio español.
El virrey Sobremonte se sometió a un consejo de Guerra y fue absuelto de todos los cargos en su contra. Sería recordado por los porteños como un funcionario inepto y cobarde, pero hay otros puntos de vista: tras sus repetidos fracasos en la solicitud de refuerzos a España, la huida a Córdoba con el tesoro puede considerarse una estrategia apropiada, dado que era eso mismo lo que Popham había ido a buscar. Sin embargo, debido a la presión de los representantes del Cabildo, en su mayoría comerciantes acaudalados, Sobremonte se vio forzado a entregar los fondos públicos a Beresford. También pesó en su ánimo el conocimiento de que existían grupos de tendencia independentista en Buenos Aires, por lo que entendía que armar al pueblo para la defensa implicaba la entrega de una importante cuota de poder a los criollos. De regreso a España, el marqués compareció ante un consejo de guerra celebrado en Cádiz en 1813 que lo absolvió de todos los cargos. Además, recibió el pago de sus sueldos atrasados, fue ascendido a mariscal de campo y nombrado consejero de Indias.
Beresford regresó a Inglaterra y fue recibido con toda la pompa. Desembarcó con una carreta colmada de tesoros y la trasladó directo al Banco de Inglaterra entre los vítores del pueblo, las autoridades y los grandes comerciantes. Los caudales entregados forzosamente por parte de Sobremonte, fueron considerados por los ingleses como un pago del Virreinato del Río de la Plata por el derecho de la implementación del libre comercio.
En 1808 las calles de Buenos Aires sufrieron una modificación global de su nomenclatura honrando a quienes se distinguieran en las jornadas de las Invasiones inglesas. Esta nomenclatura se mantuvo hasta 1822.
Las Invasiones Inglesas fueron uno de los antecedentes inmediatos que tuvo la Revolución de Mayo que inició el proceso hacia la independencia que se extendió por todo el Virreinato del Río de la Plata a partir de 1810.

## Nuevo plan británico para otra invasión a Hispanoamérica
Los comerciantes británicos continuaron desesperados por el bloqueo continental de Bonaparte y aunque el fracaso del ataque de Whitelocke a Buenos Aires desanimó a los dirigentes ingleses, el gobierno de Londres reinició la idea de una intervención militar en América. Esta vez planeaba presentarse como libertador y no como conquistador, para así obtener el beneplácito de los criollos.
El general Arthur Wellesley, futuro Duque de Wellington, tomó a su cargo esta nueva acción, asesorado por Francisco de Miranda de regreso en Londres, tras el fracasado intento de liberar Venezuela en 1806 con la cooperación de los Estados Unidos e Inglaterra. Wellesley tuvo la idea de crear en América una monarquía constitucional, con dos cámaras como en Gran Bretaña, donde los integrantes de la Cámara Baja serían elegidos por los cabildos y terratenientes. Las demás instituciones virreinales serían en principio conservadas.
Las tropas destinadas a América se comenzaron a preparar en el puerto irlandés de Cork, a fines de 1807, y serían más de 13 000 soldados británicos divididos en tres fuerzas con diferentes objetivos. El plan consistía en enviar nuevamente al Río de La Plata, con fecha de desembarco en junio de 1808, una fuerza poderosa y llevar armamento tanto para las tropas británicas como para un ejército criollo que se pensaba constituir al llegar. También se enviaría una expedición militar a México, cuya antesala serían ofensivas contra Pensacola y Nueva Orleans para dominar el valle del río Misisipí. Sin embargo, el principal ejército, unos 10 000 ingleses, iría a Venezuela a apoyar a Miranda, que llegaría antes a alzar a los locales. Tras apoderarse de Barbados y Puerto Cabello atacarían Caracas, luego Guayana, Cumaná y Barinas, para terminar conquistando Panamá y Cartagena de Indias.
Con los 20 000 venezolanos que esperaba reclutar Miranda, Wellesley avanzaría contra la Nueva Granada. Una vez conquistadas Nueva Granada y Venezuela se podrían enviar flotas contra Chile y el Río de La Plata. Las operaciones eran increíblemente similares a lo propuesto en A proposal for humbling Spain ─en castellano «Una propuesta para humillar a España»─, documento anónimo surgido en Londres en 1711, según el cual se debían promover los odios entre americanos y peninsulares para facilitar una invasión inglesa por Venezuela y el Río de La Plata, avanzando sobre Nueva Granada y Chile, y por último sobre el Perú, región que demostraría ser la más pro-realista de todas las Indias españolas. Curiosamente, estos planes terminaron llevados a cabo por José de San Martín y Simón Bolívar con apoyo londinense. Los territorios independizados seguirían conservando su religión católica como la oficial, pero también quedando divididos en cuatro estados basados en los virreinatos: México y América Central, Venezuela, Nueva Granada y Quito, Perú y Chile, y Río de la Plata. Con la división de los territorios dominados por Madrid, Londres esperaba monopolizar el comercio en dichas tierras.
Los intereses comerciales británicos se veían amenazados por el embargo estadounidense a sus productos ─causa de la Guerra de 1812─ y por el hecho de que España entre 1810 y 1814 no solo se negó a poner fin a su monopolio comercial en sus territorios, sino que se había recuperado lo suficiente como para reducir considerablemente la influencia de los mercaderes británicos en las Indias. Sin embargo, los desastres del Río de la Plata convencieron a los británicos de desistir en sus sueños de conquistar la América española; desde entonces actuarían indirectamente, financiando las revoluciones y guerras civiles que fragmentarían el Imperio español. Aprovecharon con ese fin la propaganda hecha durante años entre los criollos por agentes británicos para crear un sentimiento de hostilidad contra la metrópolis por los supuestos abusos que cometía contra ellos.
Finalmente, al producirse el levantamiento del pueblo de Madrid durante la Guerra de la Independencia Española contra los franceses, el 2 de mayo de 1808 Wellesley ordenó a las tropas en Cork que fueran conducidas a Portugal con el objetivo de ir a brindar apoyo a la insurrección y desembarcaron en ese país el 1.º de agosto de ese año.
De esta manera se diluyó el nuevo intento de una intervención militar inglesa al Río de la Plata.